# RECARO
RECARO GmbH & Co. KG — немецкая компания, занимающаяся в основном производством автокресел. Изначально компания называлась «Stuttgarter Karosseriewerk Reutter & Co.» В апреле 2006 года, производитель отпраздновал свой столетний юбилей в Штутгарте.

## История
История компании Recaro началась в 1906 году в Штутгарте, когда 32-летний седельник (мастер по производству сёдел) Вильгельм Ройтер (нем. Wilhelm Reutter) основал компанию «Reutter, Wilhelm, Sattler. Spezialität: Luxus- und Motorwagen, englische Geschirre» (с нем. — «Ройтер, Вильгельм, Седельник. Специализация: люксовые и мотоповозки, английская конская упряжь»). Reutter быстро заслужил известность в восходящей автомобильной индустрии, которая располагалась в то время преимущественно в Штутгарте. Компаниями, которые заложили основание современного автомобилестроения в Штутгарте, были Bosch, Maybach и Daimler.
Бизнес по производству сидений процветал, и в 1910 году, после вступления в компанию брата Альберта (нем. Albert Reutter), компания изменила своё название на «Stuttgarter Karosseriewerk Reutter & Co, Inhaber W. & A. Reutter» (с нем. — «Штутгартский кузовной завод Ройтера и компании. Владельцы В. & А. Ройтер»). Молодое предприятие по производству автокузовов было открытым для инноваций и новшеств. В 1912 году на нём был произведен и им запатентован кузов «Reutter’s Reform-Karosserie», который стал прообразом типа кузова «кабриолет».
Ройтер производил салоны для Daimler-Benz, Horch и других компаний, которые прекратили своё существование. Но не могли забыться другие иконы автоиндустрии, в которых Ройтер принимал активное участие.
Профессор Фердинанд Порше заказывал в 1935 году прототипы автомобиля Volkswagen (позже названного «Жук») у Ройтера. Компании Porsche и Reutter также продолжили тесное сотрудничество и после войны. Кузовная компания Ройтера стала известна всему миру благодаря модели Porsche 356, при производстве которой предприятие Ройтера было ответственно за производство кузовов для этой модели.
Ройтер также активно участвовал в работе BMW и Германской почтовой службы. Салон для спортивного автомобиля BMW 328 также был создан Ройтером, также как и салон, предназначенный для почтовой службы.
В конце 1963 года, при смене модельного ряда от Porsche 356 на Porsche 911 (тогда ещё Porsche 901), Ройтер продал свой кузовной завод компании Porsche KG.
9 сентября 1957 года в Швейцарии была основана компания Recaro AG. В название была положена игра слов между REutter и CAROsserien (с нем. — «кузова») — изначальной целью предприятия была «Покупка, оценка и продажа патентов, приобретение, выдача и продажа лицензий и прочих аналогичных прав». После продажи кузовного завода Porsche, на изначальном Заводе Ройтера № 1 расположенного на Аугустенштрассе в Штутгарте уже под вывеской Recaro AG продолжалось производство сидений. Первое спортивное автокресло Recaro было произведено в 1965 году, и бренд быстро приобрел известность в кругах автоспорта.
В 1969 году RECARO объединился с компанией Keiper company. Но и по сей день Recaro работает с центральным офисом в Кирхайме как независимая часть международной группы Keiper Recaro, работающей в 16 различных точках мира.
Инновационный и творческий дух Вильгельма Ройтера отражается и на производстве автокресел. В 1965 году компания Recaro представила первое в мире сидение с поясными направляющими, а в 1968 году — первое в мире кресло с настраиваемой плечевой поддержкой. Компания Recaro изменила понимание автокресла[что?] и начала новую эпоху. До того времени автокресла больше походили на домашние кресла, не обеспечивающие боковую поддержку. Дизайнеры Recaro вступили в дискуссию с исследователями в области медицины, эргономики и биомеханики. Были проведены креш-тесты и определены границы перегрузок для человеческого тела.
От мастерской по автокреслам до мирового производителя. В 1973 году Recaro переехал с узкой улицы Августенштрессе в Штутгарте в Кирхайм. Компания представляет себя миру как партнер, который выполняет наисложнейшие требования и продолжает заново изобретать автокресло, используя революционные инновации.